# Церкви-сёстры
Церковь-сестра (Церкви-сёстры) — термин, используемый в экклезиологии XX века, чтобы описать экуменические отношения между католической церковью и православными церквами, и более редко и неофициально между католической церковью и англиканскими церквами. Термин используется также среди протестантов и относится к разным деноминациям одной религиозной традиции.

## Католичество и православие

### XII век
Выражение появилось в письменной форме в двух письмах: письме митрополита Никиты Никомидийского (1136) и патриарха Константинопольского Иоанна Каматира (в сане с 1198 по 1206), в которых они протестовали против того, что Рим, представляя себя в качестве матери и учителя, аннулируют их власть. Они, апеллируя к идее пентархии V века, настаивали, что Рим был только первым среди братских церквей равного достоинства. Согласно этому представлению, в Пентархии есть пять патриархов стоящих во главе Поместных церквей, а Римская церковь имеет первое почётное место среди этих патриарших церквей-сестёр. Согласно Конгрегации доктрины веры, однако, «ни один Римский понтифик не признал это уравнивание кафедр и не подтвердил, что римской кафедре принадлежит только первенство по чести».

### Второй Ватиканский Собор
В новейшее время выражение «Церкви-сёстры» впервые употребил Патриарх Константинопольский Афинагор в письме кардиналу Августину Беа в 1962 году. Вскоре термин появляется в письмах Папы Римского Иоанна XXIII к Патриарху Константинопольскому Афинагору. В его письмах, папа выразил надежду на то, что единство между церквами-сёстрами будет восстановлено в ближайшем будущем. Эта переписка между папой и патриархом была опубликована в официальном органе Фанара под названием «Две сестры».
Первым официальным документом, в котором употребляется данный термин, стал декрет II Ватиканского собора «Unitatis Redintegratio» («Восстановление единства»), изданный в ноябре 1964 года: «на востоке преуспевают множество местных Церквей: среди них первенствуют Церкви, среди которых многие основаны ещё самими апостолами. Поэтому, среди восточных церквей преобладало и продолжает преобладать страстное желание навсегда сохранить общность веры и милосердия, которая свойственна местным Церквям, как сёстрам».
Позже термин появился в «Совместной декларации» между Папой Павлом VI и Патриархом Афинагором в 1965 году.
Первым папским документом, в котором термин «Церкви-сестры» применяется к Церквам, стало апостольское послание «Anno ineunte» Павла VI к Патриарху Афинагору, датированное 25 июля 1967 года. После заверений о своей готовности сделать все возможное, чтобы «восстановить полное общение между Церковью Запада и что на Востоке», Папа спросил: «Поскольку тайна Божественной любви присутствует в каждой местной Церкви, не является ли это аргументом для употребления слов „Церкви-сестры“, которое использовали друг по отношению к другу Церкви, расположенные в разных местах? <…> Теперь, после долгого периода разделения и взаимного непонимания, Господь <…> даёт нам возможность снова открыть друг во друге Церкви-сёстры».

### Развитие при Иоанне Павле II
Иоанн Павел II часто использовал этот термин, в том числе в принципиальных документах:
Энциклика Slavorum Apostoli (1985): «Они для нас — примеры и одновременно покровители экуменических усилий Церквей-Сестёр Востока и Запада, направленных на обретение посредством диалога и молитвы видимого единства в совершенном и полном общении, единства, которое, как я говорил по случаю моего визита в Бари, „не есть ни поглощение, ни слияние“. Единство есть встреча в истине и любви, дарованных Духом Святым. Кирилл и Мефодий как своей личностью, так и своими делами пробуждают во всех христианах великую „ностальгию по единству“ и тесным узам между двумя Церквами-Сестрами Востока и Запада»;.
В 1990 году митрополит Халкидонский Варфоломей (Архондонис), обращаясь к папе римскому на престольном празднике в Ватикане, сказал: «Сегодня вообще признают, что решения для будущего найдут инуде, в схеме Сестёр-Церквей в рамках евхаристической экклезиологии».
В письме епископам Европы, датированным 31 мая 1991 года Иоанн Павел II написал: «Таким образом, с этими (Православными) Церквами отношения должны строиться как с Церквами-сестрами, используя выражения Папы Павла VI в его бреве к Патриарху Константинопольскому Афинагору I».
В июне 1991 года в православном кафедральном соборе в Белостоке он заявил: «Сегодня мы яснее видим и лучше понимаем, что наши Церкви суть Церкви-сёстры. Это не просто фигура вежливости, это основная экуменическая категория экклесиологии».
В Вене, в 1993 году римо-католиками определения: «ни в коем случае не должно быть усвоено никакого вида сотериологической исключительности или предано узкое, исповедническое значение выражению („вне Церкви нет спасения“). Такая сотериологическая исключительность идет вразрез с экклезиологией сестер-Церквей».
В энциклике Ut Unum Sint от 25 мая 1995 года понятию «Церкви-сёстры» была посвящена одноимённая глава, где говорилось: «После II Ватиканского Собора в русле этой традиции было восстановлено название „Церкви-сёстры“ применительно к отдельным и поместным Церквам, собравшимся вокруг своего епископа. <…> И пусть сопутствует нам на этом пути традиционное название „Церкви-сёстры“. <…> В течение столетий наши Церкви жили как Церкви-сёстры, собираясь вокруг Вселенских Соборов, которые защищали веру от любого искажения».

### Разъяснение Конгрегации доктрины веры
Конгрегацией доктрины веры «с целью преодолеть <…> фальшь и двусмысленность в использовании термина „Церкви-сёстры“» был подготовлен документ, в котором объяснялось правильное использование богословского данного термина. Авторами документа стали кардинал Йозеф Ратцингер и архиепископ Тарчизио Бертоне. Данный документ был одобрен Иоанном Павлом II во время аудиенции 9 июня 2000 года и опубликован 30 июня того же года с предисловием, написанным Йозефом Ратцингером.
В предисловии к данному документу кардинал Йозеф Ратцингер признавал, что выражение Церкви-сёстры «стало общепринятым при обозначении движения к объединению Католической и Православной Церквей», но при этом с сожалением отмечал:

в некоторых документах, а также в работах ряда богословов, вовлечённых в экуменический диалог, это выражение стало обозначать равнозначность Католической Церкви и Православной Церкви, что, естественно, приводит к мысли о том, что единая Христианская Церковь ныне не существует, но может быть восстановлена путём примирения двух «Церквей-сестёр». Более того, некоторые совершенно неуместно употребляют это словосочетание по отношению к взаимоотношениям Католической Церкви и англикан или других некатолических церковных общин. «Богословие Церквей-сестёр» или «экклезиология Церквей-сестёр», в том виде, в котором они сейчас обсуждаются, используют искаженное значение этого выражения по сравнению с его исходным значением.
В самом документе кратко описывалась история появления и развития термина «Церкви сёстры», после чего говорится:

в истинном значении этого слова, «Церквями-сёстрами» являются лишь местные Церкви (или группы местных Церквей, примером чему служат Патриархаты или Митрополии) между собой. Если выражение «Церкви-сёстры» будет использоваться именно в этом истинном смысле, то всегда будет присутствовать ясность, что Святая Католическая Апостольская Церковь является не сестрой, но матерью всех местных Церквей.
Можно также употреблять выражение «Церкви-сёстры» в истинном значении применительно к отношениям местных Католических и некатолических Церквей между собой; в этом смысле собственно Римская Церковь также может быть названа Церковью-сестрой других Церквей. Тем не менее, как было указано выше, по существу нельзя говорить, что Католическая Церковь является сестрой какой-либо местной Церкви или группы Церквей. <…>
следует избегать выражений типа «две наши Церкви», ибо это может привести к непониманию и богословской путанице. Применение такого выражения по отношению к Католической Церкви и Православной Церкви в целом (или к одной, отдельно взятой Поместной Православной Церкви) ставит под сомнение существование Единой Святой Католической и Апостольской Церкви, утверждённое в Символе веры.

Кроме того СМИ в начале сентября того же года СМИ распространили схожее, но более жёсткое заявление Йозефа Ратцингера:

«Католическая Церковь — мать других христианских Церквей и не может рассматриваться как „сестра“. Выражение „Церкви-сестры“ неприменимо к взаимоотношениям между католиками, православными и протестантами. Можно лишь говорить о католической Церкви как таковой и некоторых доктринах на Востоке».

### Дальнейшее употребление термина
8 и 9 мая 2012 года во Фрибуре (Швейцария) состоялась православно-католическая встреча, организованная Конференцией католических епископов Швейцарии, в ходе которой католические иерархи впервые встретились с Ассамблеей православных епископов. Как сообщается в совместном коммюнике председателей двух объединений епископов — католического епископа Норберта Бруннера и православного митрополита Иеремии: «Католическая и Православная Церкви признают друг друга церквами-сёстрами»: по словам епископа Михаила (Донскова): «Я, конечно, сказал заранее, что не советовал бы употреблять такое выражение. Но оно все-таки было внесено в коммюнике, поскольку „церкви-сестры“ не обязательно находятся в евхаристическом общении»..

## Католичество и англиканство
Папа Павел VI почтительно относился к Англиканской церкви, которую он называл «наша возлюбленная Церковь-сестра» на экуменических встречах с англиканскими лидерами. Тем не менее, использование этого термина применительно к Англиканской церкви, даже неофициально, позже отклонено Папой Римским Иоанном Павлом II и кардиналом Йозефом Ратцингером в документе Dominus Iesus, из-за сохраняющихся сомнений относительно законности англиканского духовенства и, как следствие, сомнений по поводу наличия апостольского преемства англиканских епископов. Тем не менее англиканско-католические отношения не были безоблачными, и даже Павел VI, несмотря на его открытость англиканству, не отменил Apostolicae curae, который объявляет англиканские духовный сан «абсолютно пустым и совершенно ничтожным».
В своем выступлении перед англиканскими епископами кардинал Вальтер Каспер отметил, что «окончательное решение [о признании англиканского священства] может быть найдено только в более широком контексте полного общения в вере, таинствах жизни и общего апостольского видения». Он, в частности упоминал о препятствиях, как «мирянское председательство (lay presidency), рукоположение женщин, и этические проблемы, такие как аборты и гомосексуальные партнёрства».

## Протестантизм
Различные конфессии одной религиозной традиции часто имеют отношения как «церкви-сёстры», особенно, если они находятся в разных странах. Например, сестринских церковь существует связь между Свободной реформаторской церковью Австралии, Реформаторской церковью в Нидерландах (свободной), Канадско- Американской реформатской церковью и Свободной реформаторской церковью ЮАР. Это включает в себя отношения взаимного признания правомочности священства.
Синод Лютеранской Церкви Миссури (LCMS) имеет политику закрытого общения, что означает, что Евхаристия совершается совместно только с теми, кто крещён и подтвердил членство в одной из общин LCMS или конгрегации одной церкви-сестры, с которым она имеет формально заявленную алтарное и амвонное общение (то есть, соглашение по всем статьям доктрины). Большинство членов Международного лютеранской Совета являются LCMS церквей-сестёр.
У Церкви Ингрии церковь-сестра - лютеранская Церковь Финляндии